# Torano Castello
Torano Castello – miejscowość i gmina we Włoszech, w regionie Kalabria, w prowincji Cosenza.
Według danych na rok 2004 gminę zamieszkiwało 4927 osób, 164,2 os./km².